# Jani Jussila
Jani Jussila, ps. „Aerial” (ur. 11 czerwca 1993) – fiński profesjonalny gracz Counter-Strike: Global Offensive, będący riflerem dla organizacji ENCE eSports. Były reprezentant takich formacji jak SkitLite czy SuperJymy. Dotychczas w swojej karierze zarobił ok. 194 tysiące dolarów.

## Życiorys
Karierę rozpoczął 30 października 2015 roku, kiedy dołączył do InStyfeOf, jednak nic wielkiego z nią nie osiągnął. 27 maja 2017 dołączył do SkitLite Gaming, z którą zajął m.in. 3. miejsce na Vectorama 2017. 27 października tego samego roku Jani doszedł do formacji SuperJymy, z którą zajął 2. miejsce na Thunderpick Invitational 1. 4 kwietnia 2018 roku opuścił SuperJymy i dołączył do ENCE eSports. Był to najlepszy moment w karierze młodego Fina, ponieważ z tą drużyną doszedł na najwyższy poziom sceny e-sportowej CS:GO. Wygrał z nią m.in. StarSeries & i-League CS:GO Season 6, DreamHack Open Winter 2018, BLAST Pro Series: Madrid 2019 czy też zajął 2. miejsce na IEM Major Katowice 2019. Jani do dzisiaj reprezentuje ENCE eSports, która znajduje się obecnie na 12 miejscu w rankingu najlepszych drużyn CS:GO, tworzonego przez serwis HLTV.

## Wyróżnienia indywidualne
- Został uznany najlepszym graczem turnieju BLAST Pro Series Madrid 2019[5].

## Osiągnięcia[6][7]
- 2. miejsce – DreamHack Open Montreal 2018
- 1. miejsce – StarSeries & i-League CS:GO Season 6
- 1. miejsce – Assembly GameXpo 2018
- 1. miejsce – DreamHack Open Winter 2018
- 1. miejsce – Assembly Winter 2019
- 2. miejsce – Intel Extreme Masters XIII – Katowice Major 2019
- 1. miejsce – BLAST Pro Series: Madrid 2019
- 2. miejsce – DreamHack Masters Dallas 2019
- 3/4. miejsce – cs_summit 4
- 1. miejsce – Telia Esports Series Season 1
- 2. miejsce – Intel Extreme Masters XIV – Chicago
- 5/8. miejsce – StarLadder Major Berlin 2019
- 2. miejsce – CS:GO Asia Championships 2019
- 3/4. miejsce – Champions Cup Finals